# دورة فرنسا المفتوحة 2012
دورة فرنسا المفتوحة 2012
هي النسخة 111 من دورة رولان غاروس الدولية، امتدت من 27 مايو إلى 9 يونيو 2012 بباريس (فرنسا).

## الفائزون باللقب
- رافاييل نادال (لفردي الرجال)
- ماريا شارابوفا (لفردي النساء)
- دانييل نيستور /  ماكس ميريني (لزوجي الرجال)
- سارة إيراني /  روبرتا فينتشي (لزوجي النساء)

### للرجال
1-  رافاييل نادال (البطل)

2-  نوفاك دوكوفيتش (الوصيف)

### للنساء
1- ماريا شارابوفا (البطلة )

2- سارة إيراني (الوصيفة )